# Racing Club de Strasbourg Alsace (féminines)
Maillots
Actualités
La section féminine du Racing Club de Strasbourg Alsace est un club de football féminin français basé à Strasbourg (Bas-Rhin).
L'équipe, actuellement entraînée par Vincent Nogueira, évolue en Première Ligue depuis 2024.

## Histoire
La section féminine du RC Strasbourg est fondée en 2011 avec une catégorie U7. La catégorie senior est créée lors de la saison 2016-2017. Les Strasbourgeoises remportent le championnat d'Alsace de Régional 1 dès 2019, sans toutefois réussir la phase d'accession nationale pour accéder en Division 2.
En 2020, le RC Strasbourg réussit à être promu en Division 2. Les Strasbourgeoises commencent leur saison par un derby face au FC Vendenheim, qu'elles remportent 1-2. Elles terminent finalement leur saison à la 7e place du groupe A.
Le RC Strasbourg remporte le Championnat de France de Division 2 2023-2024 et accède donc à l'élite.

## Palmarès
- Championnat de France de deuxième division
  - Champion : 2024

## Personnalités

### Entraîneurs
- 2016-2017 :  Florian Ruchs
- 2017-2018 :  Thibault Weigel
- 2018-2021 :  Serge Costa
- 2021- :  Vincent Nogueira

### Effectif actuel
Le tableau suivant dresse la liste des joueuses faisant partie de l'effectif du club strasbourgeois pour la saison 2025-2026.

## Rivalités
Le RC Strasbourg dispute un derby face au FC Vendenheim, le club historique de football féminin dans la métropole strasbourgeoise. La fusion des deux clubs fut un temps envisagée mais n'aboutit pas. Le club est également en rivalité avec l'AS Pierrots Vauban de Strasbourg et les autres clubs du Grand-Est comme le FC Metz.

## Section futsal
En 2022-2023, le club engage une équipe constituée de joueuse de Régional 1 en football au nouveau Challenge national féminin de futsal. Le RC Strasbourg atteint la finale de la compétition après trois tours de qualification et perd contre le Nantes Métropole Futsal (5-1). En fin de saison, la section masculine du RCSA remporte le championnat Régional 1 Futsal de la Ligue du Grand-Est puis obtient sa montée en Division 2 nationale, à l'issue de deux tours de barrages. Après l'AC Ajaccio, il s'agit de la deuxième section futsal d'un club de football professionnel à atteindre le niveau national en futsal.